# Cultura de la República Popular China
La cultura de la República Popular China es una mezcla rica y variada de elementos de la cultura china tradicional con otros elementos comunistas e influencias modernas y posmodernas internacionales. 
Durante la Revolución Cultural, un gran número de tesoros culturales de inestimable valor fueron destruidos o seriamente dañados y se prohibió la práctica de muchas artes y oficios. Sin embargo desde principios de la década de 1980 el rechazo oficial a aquellas políticas ha sido complementado con el esfuerzo por renovar las tradiciones culturales chinas. Así, la cultura china sigue siendo muy compleja, abarcando tradiciones ancestrales y experimentos modernos, en lo que a veces parece ser una mezcla dinámica pero a la vez tenue.
La cultura de la República Popular estaba desarrollándose mucho antes de su fundación en 1949. Gran parte de la diversidad de la cultura de la República Popular parece provenir de la diversidad de los chinos Han que forman China y de las minorías nacionales que aportaron los elementos culturales propios y contribuyen al desarrollo continuo de la cultura nacional. También esta cultura está en gran medida basada en la historia de China que se desarrolló principalmente en forma aislada durante cientos de años. La ideología del movimiento comunista y maoísta que comenzó en el siglo XX es ciertamente crucial para comprender la cultura moderna china. China mantiene lazos culturales estrechos con ciertas partes del mundo, en especial con Asia Oriental y el Sureste Asiático (el denominado mundo chino).

## Historia

### Primeros años
Durante algunos  años luego de la creación de la República Popular China (RPC) en 1949, la cultura tradicional china fue tolerada en cierta medida. Los cambios principales se enfocaron en intentos de eliminar las diferencias sociales tradicionales, tales como el sexismo, etnocentrismo, y servidumbre. Una forma de chino mandarín denominado Putonghua fue promovido por el Gobierno Central Popular en Beijing como la lingua franca y continuación del Kuo-yü de la República de China (ROC, "Taiwan"), pero los diversos dialectos locales y los idiomas de las numerosas etnias chinas siguieron siendo utilizados.
Como por ese entonces la totalitaria Unión Soviética estaba aliada con la RPC, la cultura de Rusia, especialmente el idioma ruso, era bastante popular; pero esta tendencia llegó a su fin cuando una disputa fronteriza puso fin a la alianza chino-soviética en 1961— la ruptura sino-soviética.